# Mokreț, Izeaslav
Mokreț (în ucraineană Мокрець) este un sat în comuna Liutarka din raionul Izeaslav, regiunea Hmelnîțkîi, Ucraina.

## Demografie
Componența lingvistică a localității Mokreț
     Ucraineană (98,52%)
     Rusă (1,48%)
Conform recensământului din 2001, majoritatea populației localității Mokreț era vorbitoare de ucraineană (98,52%), existând în minoritate și vorbitori de rusă (1,48%).